# Vak Bottyán János Katolikus Műszaki és Közgazdasági Szakgimnázium
A Vak Bottyán János Katolikus Szakgimnázium (teljes nevén: Vak Bottyán János Katolikus Műszaki és Közgazdasági Technikum, Gimnázium és Kollégium) Gyöngyösön található köznevelési intézmény. Jelenlegi igazgatója Benyovszky Péter. Az intézményben jelenleg négy szakterületen tanulhatnak az ott tanulók: Elektronika és elektrotechnika, Informatika és távközlés, Gépészet, Gazdálkodás és menedzsment.
Az intézmény fenntartója az Egri Főegyházmegye, képviselője Dr. Ternyák Csaba egri Érsek.
Az iskola jogelődje a 2011.08.31.-én megszűnt Vak Bottyán János Műszaki és Közgazdasági Szakközépiskola és Kollégiuma volt.  A jogelőd megszűnését a fenntartó váltás indokolta.

## Az iskola története
Az iskola történetét Dr. Sereg József tolmácsolásával ismerhetjük meg. A visszaemlékezést Dr. Sereg József az iskola 50. évfordulóján mondta.
Meglepő és egyben ígéretes pillanatok ezek iskolánk történetében: éppen 50 évesek lettünk.
Tortánkra jelképesen felrakjuk a gyertyák garmadáját, ünneplünk, de visszaemlékezünk a régmúlt fontos csomópontjaira.
1961-ig kell visszanyúlnunk.
Az alapvetően mezőgazdasági város peremvidékén több ipari üzem épült. Hiány keletkezett szakmunkás, közép- és felsőfokú szakemberek vonatkozásában. Fokozódott az igény a műszerész jellegű szakmunkások iránt, a gépgyárak megjelenését követően a gépész szakemberek jelentkezését várták.
Az új feladat megoldásához az 1961. évi III. törvény alapján a vállalatokkal, üzemekkel való egyeztetés után a város valamint a megyei tanács közös döntését követően az illetékes minisztérium megadta az engedélyt arra, hogy az akkori Vak Bottyán János Gimnázium (Gyöngyös, Kossuth u. 33.), az 1962-63-as tanévben a 616. sz. mechanikai műszerész szakma képzésére egy szakközépiskolai osztályt indíthasson. Négy év elteltével a tanulók nemcsak érettségivel, hanem szakmunkás bizonyítvánnyal is büszkélkedhettek. 1964-65-ben az elektroműszerész szakma oktatása is megkezdődött.
A Bottyán-kultusz kialakítása Bán Imre (Debreceni Egyetem rektora, református presbiter) nevéhez fűződik. A második világháború után az akkori Koháry Gimnázium nevet elvették, és a gimnáziumnak 1948 után 1-2 évig nem volt neve. 1952-ben Bán Imre emléktáblát készíttetett és kiírták a Vak Bottyán Gimnázium nevet. (1952-1962)
Mikor megjelentek az új képzési formák, az intézmény neve Vak Bottyán János Gimnázium és Szakközépiskola lett. 1962 és 1970 között: Vak Bottyán János Gimnázium és Finommechanikai Műszeripari és Gépészeti Szakközépiskola.
1965-66-ban már 8 szakközépiskolai osztály működött. Az ipari tagozaton 215, a felvásárló tagozaton 78 tanuló tanult.
A gimnázium zsúfolásig megtelt. A szakmai oktatás feltételei korlátozottak voltak, a tanteremhiány egyre nagyobb volt, ezért új szakközépiskolát kellett építeni 16 tanteremmel, műhelyekkel, tornateremmel.
Helyét a ferences kolostor kertjében jelölték ki, közel az autóbusz pályaudvarhoz és a vasúthoz. Új utcát alakítottak ki: ez a mai Than Károly utca.
1967-ben rakták le az alapokat, 1970 őszére a buszpályaudvar felőli “B” szárny is elkészült. A szakközépiskola a gimnázium épületéből átköltözött az új épületbe.
1970-től Vak Bottyán Finommechanikai, Műszeripari és Gépészeti Szakközépiskola lett a neve a gimnáziumról való leválással, majd nevét lerövidítették: Vak Bottyán János Ipari Szakközépiskolára.
1971 őszére elkészült a szakközépiskola “A” szárnya is a tornateremmel. 1975-ben iskolánkhoz egy új 250 fős kollégium épült, melynek hatása az iskolai életre ma is számottevő.
Az 1982-83-as tanévben a demográfiai hullám következtében az eddig 4 osztály helyett már ötöt kellett indítani.
1987-88-ban elkészült a “C” épület, itt számítástechnika oktatása folyik.
1990-91-ben új szak indult: gépgyártástechnológia – számítástechnika.
Az 1994-95-ös tanévtől közgazdasági képzésben indult osztály, mivel a munkaerőpiacon új igények jelentkeztek, így nevünket Vak Bottyán János Műszaki és Közgazdasági Szakközépiskolára módosítottuk.
Iskolánk a felnőttoktatásból is kivette részét. Érettségit adó felnőttoktatás, technikusképzés egészíti ki a nappali tagozatos évfolyamok tevékenységét.
2011-től fenntartónk az Egri Főegyházmegye, nevünk: Vak Bottyán János Katolikus Műszaki és Közgazdasági Középiskola, 2016 szeptember 1-jétől (a törvényi változásoknak megfelelően) Vak Bottyán János Katolikus Műszaki és Közgazdasági Szakgimnázium, Gimnázium és Kollégium.
Az iskolazászlót 1959-ben a Gyöngyösi Helyőrség Parancsnoksága adományozta a szülői munkaközösség hathatós segítségével.
A 2020-21-es tanévtől kezdve technikusi képzés van az iskolában.

## Az iskola által adományozott díjak

### Vak Bottyán-díj
A Vak Bottyán-díjat az iskola nevelőtestülete a 2016/2017-es tanévben alapította azzal a céllal, hogy méltó jutalomban részesítse azokat a diákokat, akik a négy év alatt szorgalmukkal, hozzáállásukkal, kimagasló tanulmányi eredményükkel kiérdemelték tanáraik és társaik tiszteletét és kiemelkedő versenyeken sikerrel öregbítették az iskola hírnevét. Az iskola alapítványa által támogatott díj egy üvegplakettből, oklevélből és pénzjutalomból áll. Egy tanévben két tanuló részesülhet ilyen jutalomban. 
Az eddig díjazottak: 
- Hegedüs Amadé
- Papp Szabolcs
- Tóth Imola
- Csuzdi Bence
- Karsai Petra
- Nagy Roland
- Borsos Bence
- Horváth Zsombor Ákos
- Csorba Károly Márton

### Az év diákja díj
Az Év diákja díjat a 2016/2017-es tanévben alapította az iskola nevelőtestülete és az iskola Szülői Szervezetének vezetősége. A díjat minden évben egy tanuló nyerheti el, aki kiváló tanulmányi eredményével, tanulmányi- és sportversenyeken nyújtott kimagasló teljesítményével öregbítette az iskola hírnevét és a közösségért végzett munkájával példát mutatott társainak. A díjazott tanuló díszoklevélben és pénzjutalomban részesül.
Az eddig díjazottak:
- Huszár Péter
- Horváth Zsombor
- Bordák Bianka
- Győri Rajmond
- Jónás Vivien

### Szakmai Díj
2019-ben az iskolánk és a Procter & Gamble gyöngyösi gyára között erősödő együttműködés keretében vetődött fel egy olyan díj ötlete, amelyet a cég ajánl fel egy szakmai tehetségnek. Így minden évben nagy értékű tárgyjutalomban részesíti a P &G azt a tanulót, aki a tanév során szakmai tudása, tanulmányi eredménye, a szakmájában elért kimagasló teljesítménye, az iskoláért végzett példamutató szakmai munkája miatt az egész iskola elé példaként állítható.
Az eddig díjazottak:
- Gerlei Márton
- Szabó Patrik László
- Vilányi Ádám
- Győri Rajmond

## Technikus képzések
Az iskolában a 2022/2023-es tanévben négy technikus képzés közül választhatnak az érdeklődők.
- 5 0714 04 03 – Elektronikai technikus (Elektronika és elektrotechnika ágazat)
- 5 0715 10 06  – Gépgyártástechnológiai technikus (Gépészet ágazat)
- 5 0715 10 05  – Gépésztechnikus (Gépészet ágazat)
- 5 0411 09 01 – Pénzügyi- számviteli ügyintéző (Gazdálkodás és menedzsment ágazat)
- 5 0613 12 03 – Szoftverfejlesztő és tesztelő (Informatika és távközlés ágazat)[9]